# Trapania aureopunctata
Trapania aureopunctata is een slakkensoort uit de familie van de Goniodorididae. De wetenschappelijke naam van de soort is voor het eerst geldig gepubliceerd in 1987 door Rudman.